# 鶉田神社
鶉田神社（うずらたじんじゃ）は、岐阜県岐阜市東鶉にある神社。美濃国厚見郡鶉郷（現・岐阜市鶉）の産土神である。子供と健康の神社として信仰がある。
本殿の「尾なし龍」などの彫刻は、左甚五郎（3代目）の作と伝えられている。

## 概要
771年（宝亀2年）、舎人親王の孫がこの地を開拓し鶉郷と名付けたさい、土地の鎮守の祠を建てたのが始まりという。古くからの信仰があり、1281年（弘安4年）元寇（弘安の役）のさいは朝廷の使者が、戦国時代の永禄年間には織田信長が戦勝祈願を行なっている。
1645年（正保2年）、突如この神社から出火し、一帯が全焼する。この際、狛犬と神体、本殿の彫刻の一部は無事であったという。この火災については、後述の伝説がある。1655年（明暦元年）、加納城城主松平光重の命で再建される。このさい神宮寺として遍照寺が設置され、このころから牛頭天王社と呼ばれるようになった。
明治初期、廃仏毀釈により牛頭天王社と遍照寺は分離される。1873年（明治6年）に郷社となり、鶉田神社に改称する。
1891年（明治24年）の濃尾地震で社殿が倒壊。復興後1997年（平成9年）に大改修が行なわれている。

## 祭神
- 素戔嗚尊

## 尾なし龍の伝説
左甚五郎作の龍の彫刻には命が宿っており、夜になると空へ舞い上がっていたという。村人はそれを恐れていたが、「おはつ」という足の不自由な娘だけが龍を恐れることなく、龍と毎日遊んでいたという。
そんなある日、年貢を納められなかった母親が加納城の役所に連れて行かれ、牢屋に入れられてしまった。母親に会いたいおはつは、まだ治っていない足をひきずりながら加納城へ向かったが、途中の境川で溺れてしまい命を落とす。これを知った龍は激怒して天に舞い上がり、口から火を吐いて加納城下を焼き払ってしまった。人々はそれを恐れ、彫刻の龍の尾を切り捨てて、二度と空へ飛べないようにしたという。
この尾なし龍の伝説を基にして、2001年に創作歌劇が制作されている。

## 交通アクセス
- 岐阜バス茜部三田洞線「東鶉7丁目」バス停下車、徒歩3分
  - JR岐阜駅バスターミナル4番のりば「下佐波」「高桑」「県自動車会館」行き
  - 名鉄岐阜のりば2番のりば「下佐波」「高桑」「県自動車会館」行き